# Dénes László (újságíró)
Dénes László (Tenke, 1959. szeptember 28. –) romániai magyar újságíró, költő.

## Életpályája
Szülei: Dénes Gyula és R. Balog Mária. 1976 óta publikál verseket. Nagyváradon érettségizett. 1982−1985 között segédmunkás volt különböző iparvállalatoknál. 1985−1990 között a nagyváradi színháznál közönségszervezőként dolgozott. 
1990-ben újságíróképzőt végzett Nagyváradon. 1990-től 1991-ig a Bihari Napló szerkesztője, 1991−1994 között az Erdélyi Napló szerkesztője, majd helyettes főszerkesztője. 1995−1997 között ismét a Bihari Napló rovatvezetője. 1997−2004 között az Erdélyi Napló főszerkesztője volt. 2002-ben a Várad folyóirat egyik alapító szerkesztője, 2004-től a Reggeli Újság alapító-főszerkesztője, 2012 márciusától az Udvarhelyi Híradó Kft. tartalomért és arculatért felelős aligazgatója. 2013 júliusától a nagyváradi Szent László Egyesület sajtóreferense, 2014 júliusától Tőkés László európai parlamenti képviselőnek, az Erdélyi Magyar Nemzeti Tanács elnökének sajtótanácsosa. 2022 októberétől a Várad folyóirat megbízott felelős szerkesztője.

## Magánélete
1989-ben házasságot kötött Rusz Csillával, 2009-ben elvált. Egy gyermekük született; Hanna Xénia (1991).

## Művei
- Búcsú a Majomszigettől. Előkerített versek; Literator, Nagyvárad, 1997
- Temesvár szabadító karácsonya, 1989. Emlékkönyv a temesvári népfelkelés kitörésének 25. évfordulójára; szerk. Dénes László; Erdélyi Magyar Nemzeti Tanács, Nagyvárad, 2015

## Díjai
- A Magyar Újságírók Romániai Egyesületének nívódíja (1995)